# Мантаев, Арсланали Мантаевич
Арсланали Мантаевич Мантаев (1918 — 1997) — видный общественный и государственный деятель Дагестана. Председатель Президиума Верховного Совета Дагестанской АССР (в 1952—1954 гг.).

## Биография
Родился в с. Кандаураул. По национальности — кумык.
В 1952—1954 гг. — Председатель Президиума Верховного Совета Дагестанской АССР. С 15 мая 1959 года — по 31 мая 1963 года — Председатель Комитета по делам физкультуры и спорта при СНК ДАССР. Избирался членом бюро Дагестанского обкома КПСС.
Капитан РККА. Активный участник ВОВ.

## Личная жизнь
Сын: Мантай — бывший футболист махачкалинского «Динамо» и старший тренер «Анжи».

## Награды
- орден Богдана Хмельницкого[2]
- медали.